# Filiolus kamkalensis
Filiolus kamkalensis là một loài ruồi trong họ Asilidae. Filiolus kamkalensis được Lehr miêu tả năm 1995. Loài này phân bố ở vùng Cổ Bắc giới.